# Babia Góra (Wyżyna Częstochowska)

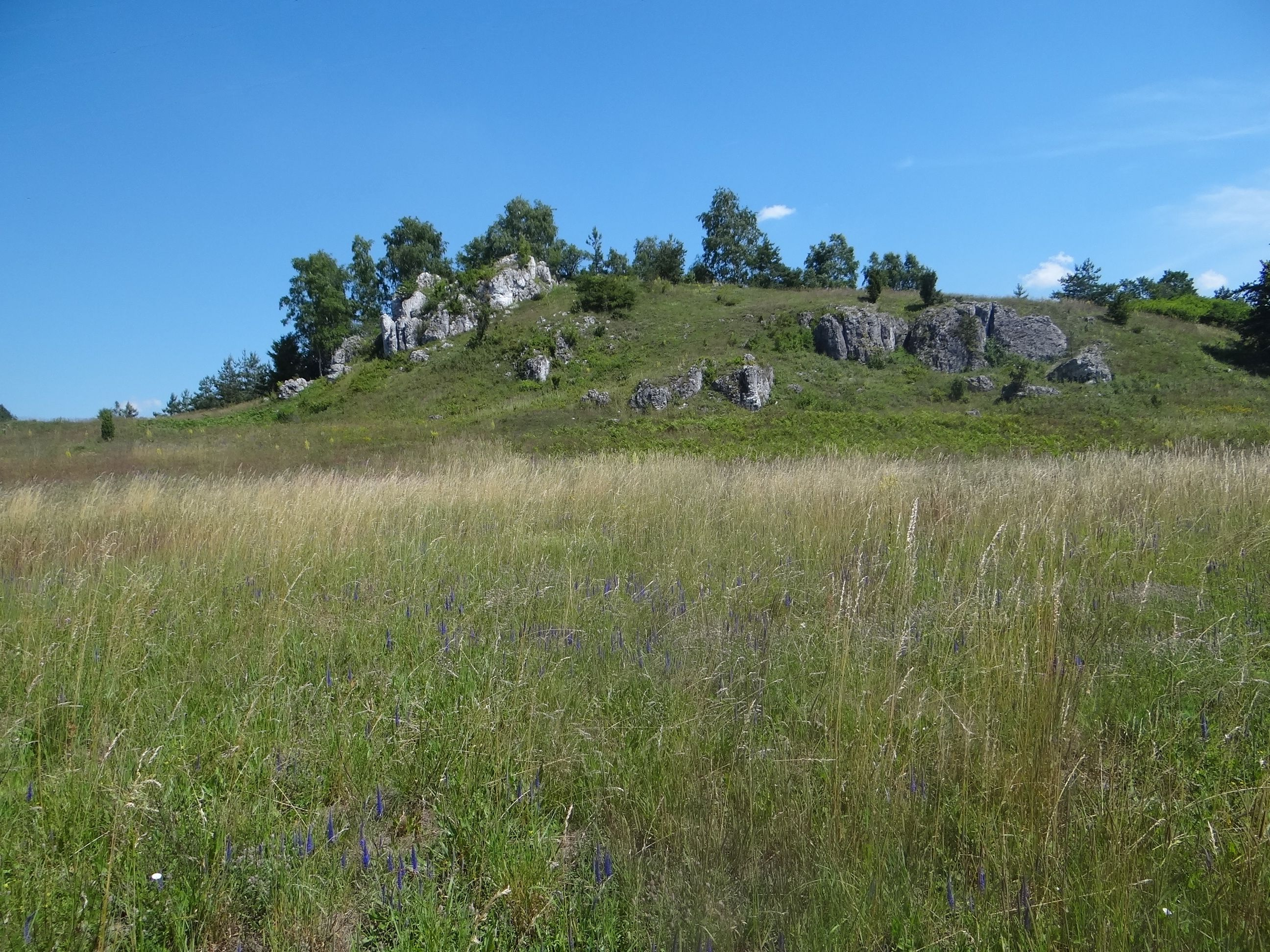
Babia Góra od zachodu

Babia Góra – wzniesienie w miejscowości Ryczów w województwie śląskim, w powiecie zawierciańskim, w gminie Ogrodzieniec. Wznosi się po północno-wschodniej stronie drogi z Ryczowa do Podzamcza przez Felinkową. Drogą tą biegnie pieszy Szlak Warowni Jurajskich oraz Jurajski Rowerowy Szlak Orlich Gniazd. Opadające w jej kierunku północno-zachodnie zbocze Babiej Góry jest trawiaste, dzięki czemu dobrze widoczne są liczne wapienne skałki na zboczu i szczycie wzniesienia.
Pod względem geograficznym wzniesienie znajduje się w mikroregionie Wyżyna Ryczowska na Wyżynie Częstochowskiej będącej częścią Wyżyny Krakowsko-Częstochowskiej. Jest to rejon obfitujący w wapienne skały. Te w okolicach Ryczowa należą do tzw. Ryczowskiego Mikroregionu Skałkowego.